# روبرت برونيه
روبرت برونيه (بالفرنسية: Robert Brunet)‏ هو سائق سيارة سباق فرنسي، ولد في 8 مارس 1903، وتوفي في 1986.

## روابط خارجية
- روبرت برونيه على موقع DriverDB.com (الإنجليزية)